# Wien Hirschstetten
Wien Hirschstetten (niem: Haltestelle Wien Hirschstetten) – przystanek kolejowy w Wiedniu, w Austrii. Znajduje się na Marchegger Ostbahn, w dzielnicy Donaustadt, w części zwanej Hirschstetten. Zatrzymują się tutaj pociągi S-Bahn linii S80.

## Linie kolejowe
- Linia Marchegger Ostbahn